# Omiodes stigmosalis
Omiodes stigmosalis là một loài bướm đêm trong họ Crambidae.